# 1996 XX19
1996 XX19 är en asteroid i huvudbältet som upptäcktes den 12 december 1996 av den japanska astronomen Takao Kobayashi vid Ōizumi-observatoriet.
Asteroiden har en diameter på ungefär 3 kilometer.